# Róbert Mak
Róbert Mak, född 8 mars 1991 i Bratislava, är en slovakisk fotbollsspelare som spelar för Slovan Bratislava. Han representerar även Slovakiens fotbollslandslag. 

## Karriär
I september 2020 värvades Mak av ungerska Ferencváros. Den 9 augusti 2022 värvades Mak av australiska Sydney FC, där han skrev på ett tvåårskontrakt.
Den 11 juni 2024 blev Mak klar för en återkomst i Slovan Bratislava, där han skrev på ett tvåårskontrakt.